# Dysgonia festina
Dysgonia festina är en fjärilsart som beskrevs av Walker 1858. Dysgonia festina ingår i släktet Dysgonia och familjen nattflyn. Inga underarter finns listade i Catalogue of Life.